# Messeturm Basel
Der Messeturm in Basel ist ein 2003 fertiggestelltes Hochhaus mit 31 Stockwerken. Mit seiner Höhe von 105 Metern war es bis zur Fertigstellung des Prime Towers 2011 in Zürich das höchste Hochhaus in der Schweiz. Aktuell ist es das vierthöchste in Basel und das siebthöchste der Schweiz.

## Geschichte

### Planung
Mit der Entscheidung der Messe Basel 1994, den traditionellen Messestandort beizubehalten, entstand das Bedürfnis, die bestehenden Bauwerke zu überarbeiten und sie zu ergänzen. Neben einem neuen, effizienteren Ausstellungsgebäude wurde auch ein Hochhausbau in den beschlossenen Masterplan «Messe Basel Plus» in Erwägung gezogen. Einen öffentlichen Diskurs über das Bauvorhaben gab es in Basel kaum. Zur Realisierung des Bauvorhabens wurde 1997 ein eineinhalbjähriger Wettbewerbszeitraum eingerichtet. Eine Vorgabe des Architektenwettbewerbs war es, dass die Hochhaushöhe 90 Meter nicht überschreiten dürfte. In der ersten Wettbewerbsphase hielt sich daran auch der Siegerentwurf von «Morger & Degelo & Daniele Marques». In der überarbeiteten Fassung wurde die Dachkante auf 105 Meter angehoben, um aufgrund des gedrungenen Grundrisses den Proportionen etwas Eleganz zu verleihen.

### Bauarbeiten
Mit Baumfällarbeiten am 2. Juli 2001 begann der Rückbau und der Aushub der Baugrube. Im September desselben Jahres begannen die einjährigen Arbeiten zur Errichtung der Tragkonstruktion. Nachdem man im März 2002 mit dem Fassadenbau begonnen hatte, folgte im August die Einrichtung der Aufzugsanlagen. Am 5. Dezember 2002 waren die Rohbauarbeiten abgeschlossen, so dass im März 2003 das Hotel zur Uhren- und Schmuckmesse eröffnet werden konnte.

## Beschreibung

### Lage und Umgebung
Der Messeturm Basel steht am östlichen Rand des Messeplatzes, nördlich der Rosentalanlage. Es ist damit ein integraler Bestandteil des Messegeländes in Basel. Aufgrund seiner Höhe stellt er eine städtebauliche Dominante dar und ist aufgrund der vergleichsweise geringen Anzahl an Hochhäusern in Basel weithin sichtbar. Am Messeturm fahren mehrere Basler Strassenbahnlinien vorbei. Der Messeplatz ist Haltestelle und ein wichtiger Strassenbahnverkehrsknotenpunkt im rechtsrheinischen Teil der Stadt. Die Zufahrt zum Hotel erfolgt über die Rosentalstrasse, die eine Stichstrasse ist. Abgesehen von den Strassenbahnen ist der Bereich um den Messeturm als Fussgängerzone gestaltet. Nördlich benachbart zum Messeturm befindet sich die von Hans Hofmann entworfene Halle 2 der Messe Basel, die durch ihre grosse Uhr auf der Glasfassade auffällt. Südöstlich vom Messeturm befindet sich das Messe-Parkhaus.

### Architektur und Technik
Der 105 Meter hohe Messeturm in Basel besteht aus einem strikt senkrechten Hauptbaukörper und einem seitlich auskragenden Baukörper, der sich optisch mit dem Turm nur knapp zu überschneiden scheint. Da der seitliche Baukörper nur zwei Stockwerke hoch ist erscheint es durch die knappe Überschneidung ausserdem so, als würde er schweben. Die kaum profilierte Aussenhülle des Hochhauses besteht aus einer grün-bläulichen Glasfassade.

## Nutzung
Das Hochhaus ist im Besitz der Swiss Prime Site AG, Olten, und wird durch deren Tochterunternehmen Wincasa AG, Filiale Basel, bewirtschaftet.
Der Messeturm wird von verschiedenen Nutzern beansprucht. Die Lobby im Erdgeschoss dient als Hotelhalle und Verkaufsraum und wird von allen Nutzern gleichermassen benutzt. Im 2. Obergeschoss befindet sich das Servicecenter der Messe. Darüber, im 5. bis 14. Stock, befinden sich 230 Hotelzimmer. Das Hotel, welches ursprünglich zur Sorat-Gruppe gehörte, wird seit 2003 von der Kette H-Hotels AG betrieben und war als Ramada Plaza Hotel Basel eröffnet. Im März 2017 erfolgte ein Rebranding in Hyperion Hotel Basel. Vom 15. bis 17. Obergeschoss ist die Messeverwaltung untergebracht, vom 18. bis zum 30. Obergeschoss gibt es weitere Büroräume. Im 31. Obergeschoss befindet sich eine zu einer Eventlocation (Bar Rouge) gehörende Aussichtsplattform. Im höchsten Geschoss sind ebenfalls Teile der Gebäudetechnik untergebracht. Im Untergeschoss befinden sich die Technikzentrale sowie Lager- und Nebenräume für die Büro- und Hotelnutzung. Unter dem Messeplatz ist die Anlieferung und ein Parkhaus mit 86 Plätzen untergebracht.
Von 2003 bis 2013 fand im Messeturm jährlich ein Treppenlauf statt, an dem Einzelsportler, Gruppen sowie Feuerwehreinheiten durch das Treppenhaus vom Erdgeschoss in den obersten Stock liefen. Seit 2014 findet eine Treppenlauf-Veranstaltung für Feuerwehrleute am Fernsehturm St. Chrischona statt und im 2026 kommt der Towerrun Basel als Sportveranstaltung zurück. Am 25. Februar 2006 sprang der Base-Jumper Ueli Gegenschatz vom Dach des Messeturms und landete nach kurzem Freifall sicher mit dem Fallschirm auf dem Messeplatz. Rund 3000 Zuschauer verfolgten den Sprung von Gegenschatz.